# Henry Butler

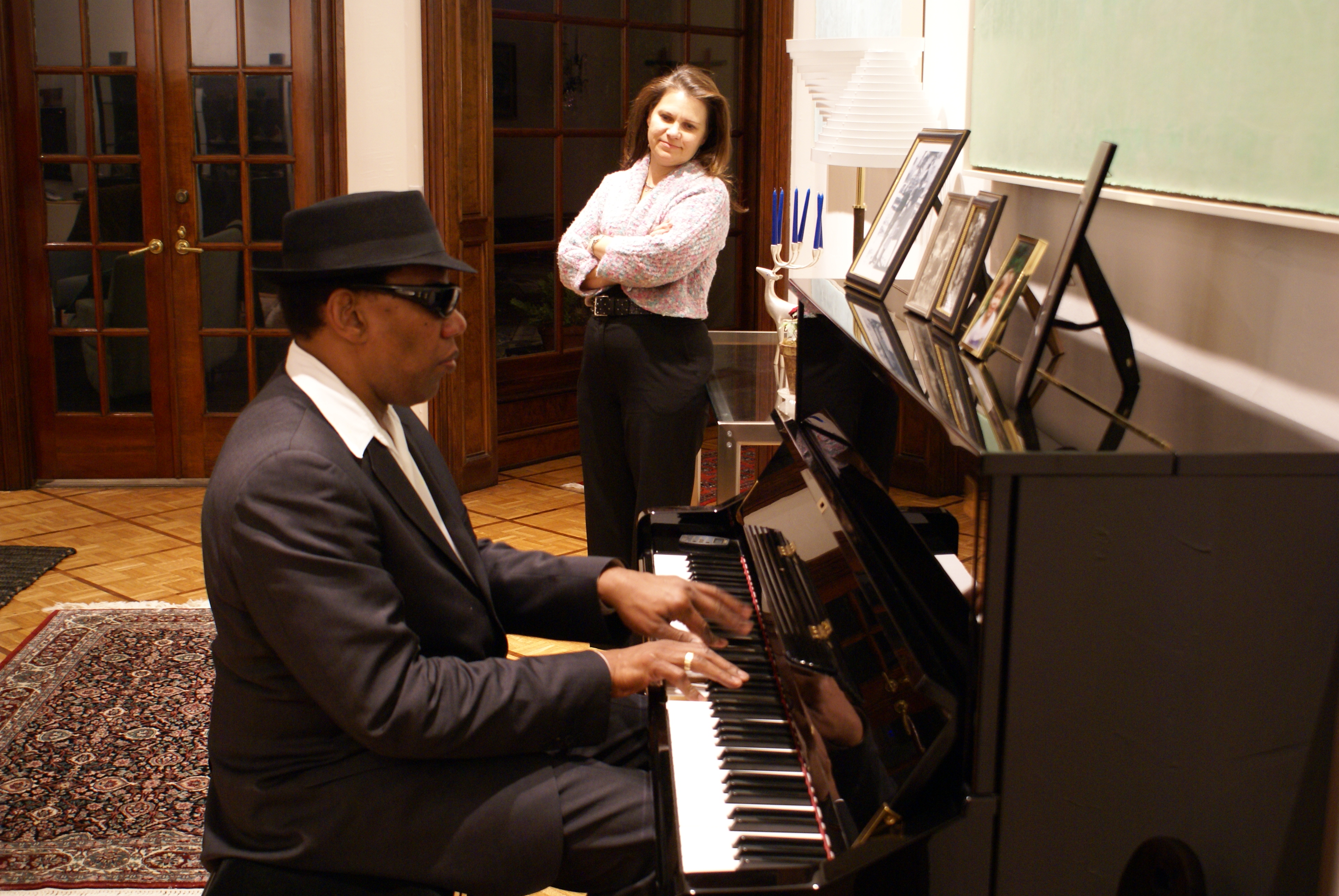
Henry Butler (2007)

Henry Butler (* 21. September 1949 in New Orleans, Louisiana; † 2. Juli 2018 in New York City, New York) war ein US-amerikanischer Jazz- und Blues-Pianist. Der durch ein Glaukom von Geburt an blinde Afroamerikaner war mehrfach für den Handy Award als „Bester Blues-Instrumentalist – Piano“ nominiert. 2001 erhielt er den Living Blues Award als bester Keyboardspieler.

## Leben
Bereits mit sechs Jahren begann Butler, Piano zu spielen. Später erlernte er Schlagzeug, Saxophon und Posaune. Mit 14 Jahren spielte er als Profi in den Clubs in Baton Rouge. Während seines Gesangsstudiums erhielt er ein Stipendium, das ihm erlaubte, bei George Duke und Cannonball Adderley zu lernen.
Obwohl Butler zeitweise in Los Angeles und New York City lebte, kehrte er immer wieder nach New Orleans zurück. 1986 erschien sein erstes Album Fivin' Around. 2000 arbeitete er mit Corey Harris am Album Vu-Du Menz. Mit Steven Bernstein, mit dem er 1998 in Robert Altmans Film Kansas City auftrat, leitete er zusammen eine Hot 9, zu der auch Peter Apfelbaum, Reginald Veal und Herlin Riley gehören. Butler erlag Mitte 2018 den Folgen einer Krebserkrankung.

## Diskografische Hinweise
- 1986 – Fivin’ Around (Impulse!), u. a. mit Freddie Hubbard, Steve Kujala, Jeff Clayton, Azar Lawrence, Charlie Haden, Billy Higgins
- 1988 – The Village (Impulse!), mit Bob Stewart, Alvin Batiste, John Purcell, Ron Carter, Jack DeJohnette
- 1990 – New Orleans Inspiration
- 1992 – Blues & More (solo)
- 1996 – For All Seasons (Atlantic), mit Steve Turre, Dave Holland, Herman Jackson
- 1998 – Blues After Sunset (Black Top Records), mit Mark Kazanoff, Snooks Eaglin
- 2002 – The Game Has Just Begun
- 2004 – Homeland
- 2013 – Viper’s Drag

## Lexikalischer Eintrag
- Leonard Feather, Ira Gitler: The Biographical Encyclopedia of Jazz. Oxford University Press, New York 1999, ISBN 0-19-532000-X.